# La Española (marca)
La Española (denominada también como Compañía Española Alimentaria Alcoyana) es una empresa española de alimentación especializada en la comercialización de aceitunas envasadas en salmuera. Fue fundada en el año 1941 y tiene su sede en la ciudad alicantina de Alcoy, España. Los encurtidos de la compañía se distribuyen en latas cilíndricas de pequeño tamaño que acompañan a las típicas tapas de la gastronomía española. El éxito de la compañía comenzó cuando incluyeron en Televisión Española spots publicitarios a base de dibujos animados.

## Historia
Comenzó su andadura en el año 1941 siendo sus fundadores José Reig Pastor, Alfredo Alberola Balaguer y Alfredo Alberola Sempere. Los productos inicialmente se envasaban de forma artesanal. La empresa alcoyana desde los años cuarenta y cincuenta ha mostrado innovación en el marketing de sus productos fundamentados en el envasado de aceitunas y sus variantes: aceituna rellena de anchoa y verduras diversas (como el pimiento rojo). Las campañas se centraban en anuncios de televisión y radio con el eslogan acompañado de una tonadilla: La Española, una aceituna como ninguna. El anuncio de televisión 1955 fue un hito en el mundo de la publicidad. En los años 1990 comienza la producción y comercialización de vinagres y gazpachos envasados. 
Actualmente dispone de dos factorías, la de Alcoy, fundada en 1941, y la de Sevilla, fundada en 1956 en Gines, y posteriormente trasladada en 2004 a Aznalcázar.